# 종합 정보 통신망

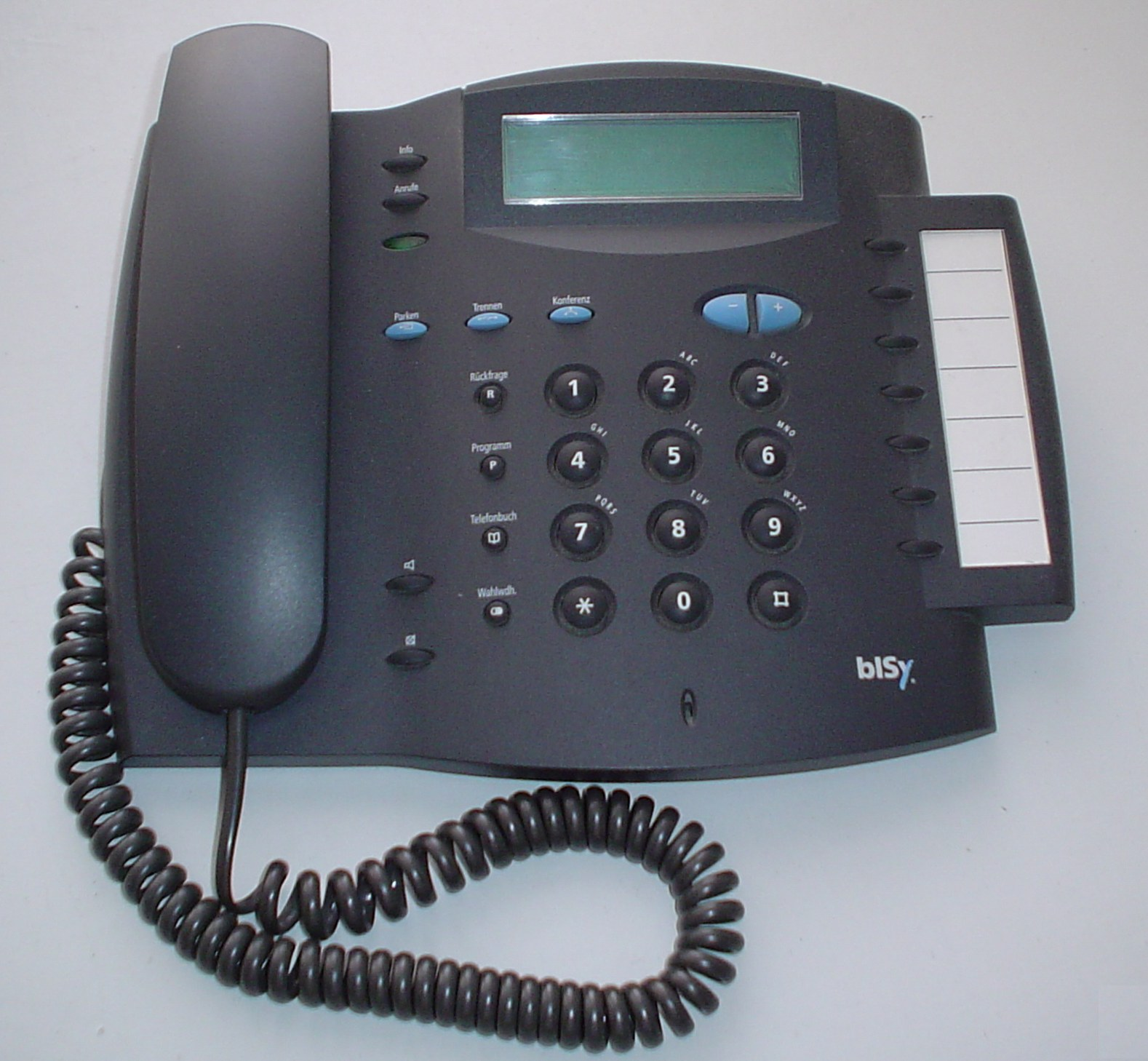
ISDN 전화

ISDN은 종합 정보 통신망(영어: Integrated Services Digital Network, 문화어: 광대역종합봉사망, 수자식종합통신망, 수자식통합봉사망)의 준말이다. 1988년 CCITT 레드북에 처음 정의되었다.
모든 정보를 디지털 신호로 만들어 하나의 네트워크를 통하여 문자, 그림, 음성, 화상, 비디오, 팩시밀리, 전신 등과 같은 모든 종류의 서비스를 제공하는 통신망이다.

## 기본 속도 인터페이스
ISDN에 들어가는 수준의 인터페이스는 기본 속도 인터페이스(BRI: Basic Rate Interface)이며 128 킬로비트의 서비스를 표준 전화 구리선을 통해 전달한다. 144 킬로비트 속도는 2 x 64킬로비트 Bearer (줄여서 B) 채널과 하나의 16 킬로비트 데이터 (줄여서 D) 채널로 나뉜다. 이를 2B+D로 부른다.
- U 인터페이스: 교환, NTU 사이의 2선 인터페이스
- T 인터페이스: 컴퓨팅 장치와 터미널 어댑터(모뎀의 디지털 장비) 사이의 직렬 인터페이스
- S 인터페이스: ISDN 소비자 장치를 꼽는 4선 버스

(S와 T 지점은 일반적으로 NT1 위의 'S/T'라는 이름을 붙여 추가한다)
- R 인터페이스는 ISDN이 아닌 장치와 터미널 어댑터 사이의 송수신 지점을 정의한다.

## 같이 보기
- ADSL
- ATM
- 인터넷
- H.320
- B-ISDN
- ETSI